# Kotschya stolonifera
Kotschya stolonifera är en ärtväxtart som först beskrevs av John Patrick Micklethwait Brenan, och fick sitt nu gällande namn av Jeanine Dewit och Paul Auguste Duvigneaud. Kotschya stolonifera ingår i släktet Kotschya och familjen ärtväxter. Inga underarter finns listade i Catalogue of Life.